# Ingamay Bylund
Ingamay Christina Bylund (Skog, 25 de septiembre de 1947) es una jinete sueca que compitió en la modalidad de doma.
Participó en los Juegos Olímpicos de Los Ángeles 1984, obteniendo una medalla de bronce en la prueba por equipos (junto con Ulla Håkansson y Louise Nathhorst) y  el cuarto lugar en la individual.

## Palmarés internacional
| Juegos Olímpicos | Juegos Olímpicos             | Juegos Olímpicos  | Juegos Olímpicos |
| Año              | Lugar                        | Medalla           | Categoría        |
| ---------------- | ---------------------------- | ----------------- | ---------------- |
| 1984             | Los Ángeles (Estados Unidos) | Medalla de bronce | Por equipos      |